# Mirabello Monferrato
Mirabello Monferrato är en ort och kommun i provinsen Alessandria i regionen Piemonte i Italien. Kommunen hade 1 309 invånare (2018).